# ソフィア・ココサラキ
ソフィア・ココサラキ（Sophia Kokosalaki,希: Σοφία Κοκοσαλάκη,1972年11月3日 - 2019年10月13日）は、ギリシャ・アテネ出身のファッションデザイナーである。アテネ大学で文学を学んだ後にロンドンのセントラル・セント・マーチンズ（CSM）でファッションデザインの修士号を取得し、1999年に同地でファッションデザイナーとしての活動を開始した。2004年に故郷アテネで開催された夏季オリンピックの開会式と閉会式のコスチュームデザインを手がけたことで知られる。

## 経歴
1972年、アテネの生まれ。父は土木技師、母はジャーナリストという家庭で、クレタ島に出自を持っていた。
祖母はマクラメ編みの名手であり、後のココサラキの作風に影響を与えた。ココサラキは幼少時から洋服のデザイン画を描いていたが、その理由は母親が彼女に着せていた服が粗悪なものだったからという。
アテネ大学に進んでギリシャ文学と英文学を学んだ後、ロンドンに移ってハンドメイド（当時の彼女はミシンの操作方法に慣れていなかったという）のドレスを作り始めた。ロンドンではセントラル・セント・マーチンズ（CSM）に通い、ファッションデザインを学んだ。
CSMではルイーズ・ウィルソンに師事した。ウィルソンはアレキサンダー・マックイーン、ジョン・ガリアーノ、ステラ・マッカートニーなどの才能を育成したことでも知られる名教師だった。同校でファッションデザインの修士号を取得し、卒業後の1999年にロンドンコレクションでデビューを果たした。彼女は21世紀早々にトップファッションブランドとのコラボレーションを手がけ、人気と知名度を得た。2001年、イタリアのレザーウェアブランド、ルッフォ リサーチでデザイナーを務めた。
ココサラキの名をさらに高めたのは、2004年の夏季オリンピックであった。彼女の故郷アテネで開催されたこのオリンピックでは、開会式と閉会式のコスチュームデザインを手がけた。開会式においてアイスランド出身の歌手ビョークが着用したロングドレスも彼女の作品であり、開会式を視聴した人々の注目を集めた。
この時期、ココサラキはもう1つの点でファッション界の注目を集めていた。それは、フランスの有名メゾン、ジバンシィが展開するレディース部門デザイナーの候補の1人になったことであった。しかしこのときは、リカルド・ティッシがデザイナーとして起用されている。
ココサラキは2006年にフランスの老舗ファッションブランド、ヴィオネ（VIONNET）のデザイナーとして同ブランドの人気復活に貢献した。2007年、自身のブランドがイタリアを拠点とするファッショングループ、オンリー・ザ・ブレイブ（OTB）の傘下に入ったことによって、同グループが展開するディーゼルブラックゴールド（DIESEL BLACK GOLD）のクリエイティブディレクターとして活動の場を広げた。2009年にはディーゼルブラックゴールドのレディースラインのデザイナーに就任し、ハイエンドファッションのみならずデニムやコンテンポラリーカジュアルの分野にも進出を果たした。この際に自身のブランド「ソフィア・ココサラキ」はOTBの傘下から独立し、彼女が100パーセントの株式を保有して事業を継続した。
ココサラキは2012年にOTBを離れ、自身のブライダルコレクションやエーゲ航空の制服デザインなどを手がけた。ブライダルコレクションは2017年まで展開していたが、その後はジュエリーデザインのみに仕事を限定していた。
彼女は近年健康上の問題を抱えていたが、2019年10月13日に夫と娘を遺して死去した。ギリシャのリナ・メンドーニ文化・スポーツ大臣は「若い人が亡くなるのは本当に悲しいことです。クリエイティブな精神を持ち、ダイナミックで自立した女性でした。目まぐるしく移り変わり、競争の激しいファッション業界において、20年もの間活躍し続けたのです」と哀悼の辞を述べている。

## 作風と評価
ココサラキのデザインは、古代ギリシャからインスピレーションを受けている。優美なドレープを巧みにあしらって着用者の女性美を引き出したドレスは、ハリウッドのセレブリティやトップ女優たちからの支持を受けた。
彼女が使用する素材は、柔らかなシルクシフォンからシルクジャージー、硬質なレザーに至るまでヴァリエーションに富む。それらの素材を、アップリケ、ピンタック、コーディング、プリーツ、パッチワークなどハンドクラフトを含む多種多様な技巧を駆使してドレスを作り上げる。作品に色濃くみられるハンドクラフトへの傾倒は、経歴の節で触れたとおり、マクラメ編みの名手だった祖母の存在に影響を受けたものという。
ココサラキはルッフォ リサーチでデザイナーを務めていた時期に、レザーを普通の布地と同様に自在に扱う技術を体得した。レザーを編み上げたり切り裂いたり、ときにはシワ加工を施したりしてその質感を変容させ、新たな表情を与えるのも得意であった。
多くのデザイナーが布とレザーを別物として扱う中で、ココサラキは敢えて両者を組み合わせて使い、ファブリックに多彩な表現を生み出した。繊細で流麗なドレープやプリーツなどをふんだんに使ったドレスは、美しさと着心地のよさを両立させたことで評価された。クロエ・セヴィニー、キルスティン・ダンスト、ケイト・ハドソン、クリスティーナ・リッチ、ティルダ・スウィントン、ジェニファー・コネリー、ヘレン・ミレン、キーラ・ナイトレイ、ダイアン・クルーガーなどが彼女の顧客であった。ただし、ココサラキは自らのブランドについて「プレミア上映会やチャリティイベントのための服じゃない」と述べている。